# Guille Milkyway
Guillem Vilella Falgueras (Barcelona, 25 de abril de 1974), más conocido como Guille Milkyway,  es un cantante, compositor, DJ y productor musical español.

## Trayectoria
Guille Milkyway es el responsable de la banda La Casa Azul y ha editado dos EP como Milkyway. Ha efectuado labores de producción y composición para distintas bandas y artistas, especialmente de Elefant Records sello con el que ha editado gran parte de su discografía. Realiza todas las presentaciones en directo de La Casa Azul por España, Japón y Corea del Sur. También realiza sesiones regulares como DJ en clubs de pop independiente de Barcelona. 
Ha compuesto sintonías de conocidas campañas de publicidad como Amo a Laura (Los Happiness) de MTV España,  la campaña internacional del teléfono móvil Samsung Z240 (cuya canción -Un mundo mejor- está incluida en el disco La revolución sexual de La Casa Azul) o Échale Nesquik (2008) y Nesquik Quick Generation (2012) para Nestlé. 
Ha realizado varias incursiones en televisión como las sintonías del programa Zona Disney de TVE, la banda sonora de la serie Gominolas en 2007 o la sintonía del programa Els 25 de la televisión autonómica catalana TV3 que conmemoró sus primeros 25 años de emisión en 2008. En 2008 Guille Milkyway, con su proyecto musical La Casa Azul, fue candidato para ir a Eurovisión a través del programa Salvemos Eurovisión, quedando en tercera posición. En 2011 compuso la banda sonora para la serie de dibujos animados infantil Jelly Jamm. Durante 2013 y 2014 ejerció como jurado en el concurso de canto coral Oh happy day de TV3.
Desde la temporada 2008/09 colabora con un espacio de recomendaciones musicales en los programas radiofónicos El día de COM Ràdio y El món de RAC1, ambos emitidos en el ámbito catalán. Con motivo del décimo aniversario de la emisora RAC1, Guille regala una canción para celebrarlo, Superherois .
Guille Milkyway ganó en 2010 el Premio Goya a la mejor canción original por Yo, también, de la película homónima.
En 2013 produce el disco En Libertad que recopila éxitos del cantante Nino Bravo.
En 2017 se une a Operación Triunfo como profesor en cultura musical.

## Discografía comoMilkyway
- Maquetas (EP) - 1995
- In Love (EP) - Annika Records, Barcelona. 2002
- Up, Up and Away (Home Demos 1993-2002) (LP) - 2012

### Sencillos
- " Vull Saber-Ho Tot De Tu " - 2008
- " Superherois " - 2009
- " Yo, También " - 2009 (BSO de la película del mismo nombre)
- " How Many Days In Forever " - 2011
- " El Que Val La Pena De Veritat " - 2013

## Discografía como «La Casa Azul»

### Sencillos
- Como un fan CD (Elefant, 2005)

### Álbumes
- El sonido efervescente de la casa azul EP 10"/CD (Elefant, 2000)
- Tan simple como el amor LP 12"/CD (Elefant, 2003)
- El sonido efervescente de la casa azul (reedición del EP + temas extra) CD (Elefant, 2006)
- La revolución sexual LP 12"/CD (Elefant, 2007)
- La Nueva Yma Sumac (Lo que nos dejó la revolución) LP (Versiones de "La revolución Sexual" en estudio + Versiones en directo + Versiones de otros cantantes, interpretadas durante la gira de "La revolución sexual"). (Elefant, 2009).
- La Polinesia Meridional LP 12"/CD (Elefant, 2011)
- La Gran Esfera LP 12"/CD (Elefant, 2019)

## Discografía como productor
- Now that we are alone de Fine! - Barcelona 2001
- Contando historias de Cola Jet Set - Subterfuge, Madrid. 2004
- Melodrama de Corazón - Elefant Records, Madrid. 2005
- Villa Flir de Kiki d'Akí - Siesta Records, Madrid. 2006
- Al Galope de Las Escarlatinas - Siesta Records, Madrid. 2008
- Cuatricromía de Fangoria - Warner Music Spain, Madrid. 2013
- En Libertad de Nino Bravo - Universal Music Spain, Madrid. 2013
- Canciones para robots románticos  de Fangoria - Warner Music Group, Madrid. 2016
- Extrapolaciones y dos preguntas de Fangoria  - Warner Music Group, Madrid. 2019

## Premios y reconocimientos
| Edición | Canción    | Premio                           | Resultado |
| ------- | ---------- | -------------------------------- | --------- |
| XXIV    | Yo también | Goya a la mejor canción original | Ganador   |